# Capnioneura petricola
Capnioneura petricola är en bäcksländeart som beskrevs av Giudicelli 1967. Capnioneura petricola ingår i släktet Capnioneura och familjen småbäcksländor. Inga underarter finns listade i Catalogue of Life.